# Aplocera curvilineata
Aplocera curvilineata là một loài bướm đêm trong họ Geometridae.